# Groene revolutie
De groene revolutie is de laatste, grote (of "derde") landbouwrevolutie die zich voor een groot deel tussen 1960 en 1980 voornamelijk in de Aziatische landbouw voltrok.

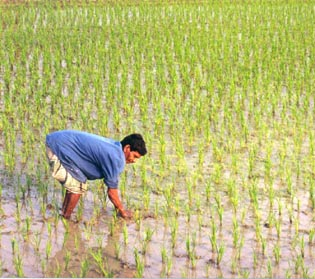
Man aan het werk in een rijstveld in Bangladesh

Door de bevolkingsexplosie in Azië kon de rijstteelt de stijgende vraag naar rijst maar moeilijk bijhouden. Rijst is in Azië het basisvoedsel, zoals aardappels in de meeste Europese landen. Er moest een oplossing komen voor de tekorten, want er dreigde hongersnood. Door gebrek aan met name voor de rijstbouw geschikte nieuwe gronden, zocht men verhoging van de opbrengsten vooral in verbetering van gewassen en een verhoging van de productie.
Men vergrootte de productie door de introductie van nieuwe variëteiten, kunstmest, pesticiden, nieuwe irrigatietechnieken, verbeterde zaden en het verstrekken van landbouwkredieten. De nieuwe landbouwmethoden werden geïntroduceerd in Mexico door de 'vader van de groene revolutie' Norman Borlaug, een Amerikaanse plantbioloog die daar vanaf 1944 werkzaam was. De toepassing bleek zeer succesvol. Van veel landen waaronder China, Indonesië en India kan worden gezegd dat ze door deze revolutie zelfvoorzienend zijn geworden. Het verbouwen van nieuwe soorten en het toepassen van bovengenoemde maatregelen leidde namelijk tot een drie maal hogere opbrengst dan voorheen. Borlaug ontving voor zijn inspanningen in 1970 de Nobelprijs voor de vrede.
De verworvenheden van de groene revolutie zijn niet onomstreden. Volgens onder andere de Indiase wetenschapster Vandana Shiva, heeft de groene revolutie tot grote ongelijkheid en ecologische vernietiging geleid, zoals ze beschrijft in haar boeken The violence of the green revolution en Monocultures of the mind.